# Puerto Ibañez
Puerto Ibañez ist eine Ortschaft im Departamento Santa Cruz im Tiefland des südamerikanischen Andenstaates Bolivien.

## Lage im Nahraum
Puerto Ibañez liegt in der Provinz Chiquitos und ist der elftgrößte Ort im Cantón Pailón im Municipio Pailón. Die Ortschaft liegt auf einer Höhe von 293 m am rechten, östlichen Ufer des Río Grande, einem der längsten Flüsse im bolivianischen Tiefland, der an dieser Stelle eine Breite von 1200 m hat und von einer Eisenbahnbrücke und der Straßenbrücke Puente Pailas überspannt wird.

## Geographie
Puerto Ibañez liegt in der Region Chiquitanía zwischen den Schwemmlandebenen des Río Piraí und des Río Grande im Westen und den Chiquitos-Hügelländern im Osten. Das Klima ist semihumid, die Temperaturen schwanken im Tagesverlauf und im Jahresverlauf nur unwesentlich.
Die Jahresdurchschnittstemperatur liegt bei 24 bis 25 °C, mit monatlichen Durchschnittstemperaturen zwischen knapp 27 °C im Dezember und Januar und unter 21 °C im Juni und Juli (siehe Klimadiagramm Pailón). Der Jahresniederschlag beträgt rund 950 mm, der Trockenzeit von Juli bis September steht eine ausgeprägte Feuchtezeit von November bis Februar gegenüber, in der die Monatswerte bis 140 mm erreichen.

## Verkehrsnetz
Puerto Ibañez liegt in einer Entfernung von 50 Straßenkilometern südwestlich der Departamento-Hauptstadt Santa Cruz de la Sierra zwischen den Städten Puerto Pailas und Pailón.
Von Santa Cruz aus führt die asphaltierte Nationalstraße Ruta 4/Ruta 9 in östlicher Richtung über Cotoca nach Puerto Pailas, überquert auf der Puente Pailas den Río Grande und teilt sich 14 Kilometer später in Pailón. Von hier aus führt die Ruta 4 über 587 Kilometer bis Puerto Suárez an der brasilianischen Grenze, die Ruta 9 führt 1175 Kilometer nach Norden bis Guayaramerín.

## Bevölkerung
Die Einwohnerzahl der Ortschaft ist in dem Jahrzehnt zwischen den beiden letzten Volkszählungen um etwa die Hälfte angestiegen:
| Jahr | Einwohner         | Quelle       |
| ---- | ----------------- | ------------ |
| 1992 | keine Detaildaten | Volkszählung |
| 2001 | 511               | Volkszählung |
| 2012 | 765               | Volkszählung |
| 2024 |                   | Volkszählung |